# 가이랄리아속
가이랄리아속(Gayralia)은 갈파래강 초록실말목에 속하는 녹조류 속의 하나이다. 가이랄리아과(Gayraliaceae)의 유일속으로 2종을 포함하고 있다. 주로 바다에서 발견되지만 바다 근처 진흙 또는 민물 속에서도 관찰된다.

## 하위 종
- G. brasiliensis Pellizzari, M.C.Oliveira & N.S.Yokoya, 2013
- G. oxysperma (Kützing) K.L.Vinogradova ex Scagel & al., 1989